# Bruno Aguiar
Bruno Aguiar (ur. 23 lutego 1981 roku, Lizbona, Portugalia) – piłkarz portugalski, występujący na pozycji pomocnika.
Piłkarz swoją profesjonalną piłkarską karierę rozpoczął w klubie SL Benfica w roku 1998. W sezonie 2001/2002 został wypożyczony do Gil Vicente, gdzie wystąpił w 3 spotkaniach. Sezon później także był wypożyczony, do FC Alverca, gdzie wystąpił w 29 meczach i strzelił 4 gole.
W 2006 roku został sprzedany z Benfiki Lizbona do FBK Kowno. Z Kowna niemal od razu został wypożyczony przez Władimira Romanowa do Hearts. W barwach szkockiego klubu wystąpił w 61 spotkaniach i strzelił 10 bramki. Latem 2009 przeszedł do cypryjskiej Omonii Nikozja. W 2014 przeszedł do Clube Oriental.